# Movimiento inquilinario de 1925
El movimiento inquilinario de 1925 o huelga inquilinaria de 1925, fue una serie de manifestaciones y huelgas generales en respuesta a los altos costos de los alquileres en Ciudad de Panamá y Colón que fueron impuestos por el gobierno de Rodolfo Chiari mediante la Ley n.° 29, que aumentaba el precio de los alquileres entre un 25 % y un 50 %.

## Antecedentes
Durante la década de 1835 a 1845, el desarrollo de la navegación a vapor y la fiebre del oro generaron una significativa corriente migratoria hacia California, intensificando el tránsito a través del Istmo de Panamá. Desde una perspectiva económica y política, la construcción del ferrocarril transístmico fue crucial, llevando al surgimiento del Puerto de Colón y desplazando la mano de obra de la agricultura, ganadería y minería.
En 1849, con el inicio de las obras del ferrocarril, Panamá recibió una nueva oleada migratoria, incluyendo chinos y antillanos, atraídos por la demanda de jornaleros en la construcción del canal por los franceses. Los empresarios aprovecharon la situación construyendo casas de madera con numerosos cuartos destinados al alquiler para trabajadores y visitantes involucrados en el proyecto del canal. Sin embargo, las condiciones de los arrendatarios eran deplorables, caracterizadas por insalubridad y falta de comodidades.[cita requerida]
Tras la separación de Panamá de Colombia, la afluencia de trabajadores de distintas nacionalidades—españoles, italianos, griegos, colombianos y antillanos—se incrementó nuevamente, atraídos por la continuación de la construcción del canal. Los propietarios explotaban a los arrendatarios, quienes sufrían por las pésimas condiciones habitacionales de las propiedades en alquiler.[cita requerida]
Rodolfo Chiari, al asumir la presidencia, enfrentó una difícil situación económica heredada de las grandes inversiones de Belisario Porras y la inflación post-Primera Guerra Mundial. En respuesta, Chiari implementó una reforma en el gravamen de la propiedad urbana, aumentando la tasa del 2% sobre la renta bruta probable anual a un cinco por mil sobre el valor catastral de la propiedad. Esta medida afectó tanto a propiedades comerciales como no comerciales, llevando al empresario y exsecretario del Gobierno Tomás Arias a declarar que era imposible realizar negocios en las propiedades.
Como respuesta, la mayoría de los propietarios trasladaron el aumento fiscal a los inquilinos, impactando principalmente a las grandes masas de trabajadores y personas de bajos ingresos que habitaban en caserones alquilados. Esta situación exacerbó las tensiones sociales y motivó a la población a manifestarse exigiendo mejores condiciones de vivienda y precios justos que reflejaran la realidad económica del momento.
Sin embargo, enfrentados a la "imposibilidad humana de vivir fuera de un techo", y amparados por una burocracia gubernamental, los propietarios rechazaron las peticiones de los inquilinos, exacerbando las condiciones de vida de estos últimos y ampliando la brecha entre las necesidades habitacionales y las políticas implementadas.